# Eurytoma rufitarsus
Eurytoma rufitarsus är en stekelart som beskrevs av Walker 1834. Eurytoma rufitarsus ingår i släktet Eurytoma och familjen kragglanssteklar.
Artens utbredningsområde är Frankrike. Inga underarter finns listade i Catalogue of Life.